# Choroterpes vinculum
Choroterpes vinculum är en dagsländeart som beskrevs av Jay R. Traver 1947. Choroterpes vinculum ingår i släktet Choroterpes och familjen starrdagsländor. Inga underarter finns listade i Catalogue of Life.